# 阿尔图尔·泰马佐夫
阿尔图尔·鲍里索维奇·泰马佐夫（羅馬化：Tajmazty Barisy fyrt Artur，羅馬化：Artur Borisovich Taymazov；1979年7月20日—）是乌兹别克斯坦-俄罗斯摔跤运动员和政治人物。在因服用兴奋剂而被剥夺两枚金牌之前，他是乌兹别克斯坦获得最多荣誉的奥运选手。2016年，他代表统一俄罗斯党当选为第七届国家杜马议员。